# Активни државни савјетник правде
Активни државни савјетник правде (рус. Действительный государственный советник юстиции) највиши је класни чин у органима тужилаштва Руске Федерације, а раније и у органима тужилаштва СССР.
Чин је установљен у СССР указом Президијума Врховног совјета СССР од 16. септембра 1943. године. Додјељивао се оним лицима који су вршили дужност генералног тужиоца СССР.
У Руској Федерацији се додјељује указима предсједника Руске Федерације оним лицима који врше дужност генералног тужиоца Руске Федерације, а од септембра 2007. до јануара 2011. додјељивао се и лицима која су вршила дужност првог замјеника генералног тужиоца Руске Федерације — предсједнику Истражног комитета при тужилаштву Руске Федерације.